# Рожнятув-Кольонія
Рожнятув-Кольонія (пол. Rożniatów-Kolonia) — село в Польщі, у гміні Унеюв Поддембицького повіту Лодзинського воєводства.
У 1975-1998 роках село належало до Конінського воєводства.